# Kriva Bara, Montana
Kriva Bara (în bulgară Крива Бара) este un sat în comuna Brusarți, regiunea Montana,  Bulgaria. 

## Demografie
Componența etnică a satului Kriva Bara
     Nicio identificare (2,66%)
     Romi (40,19%)
     Bulgari (56,76%)
     Turci (0%)
     Altele (0,38%)
La recensământul din 2011, populația satului Kriva Bara era de 1.050 locuitori. Din punct de vedere etnic, majoritatea locuitorilor (56,76%) erau bulgari, cu o minoritate de romi (40,19%). Pentru 2,66% din locuitori nu este cunoscută apartenența etnică.